# Ciel étoilé (La Défense)
Ciel étoilé est une œuvre de Stéphane Carratero. C'est l'une des œuvres d'art de la Défense, en France.

## Description
L'œuvre est située à l'intérieur du centre commercial Les Quatre Temps, sous le dôme. Il s'agit d'une installation lumineuse composée d'un millier de LED, se reflétant dans le bassin installé plusieurs étages en contrebas.

## Historique
L'œuvre est installée en 2006.